# Stanley Schachter
Stanley Schachter, ameriški psiholog, * 15. april 1922, New York, ZDA, † 7. junij 1997, New York, ZDA.
Schachter je avtor dvofaktorskega modela emocij.
1. 1 2  SNAC — 2010.
2. ↑  Muzej Solomona R. Guggenheima — 1937.
3. ↑  Lundy D. R. The Peerage